# جت ایرویز

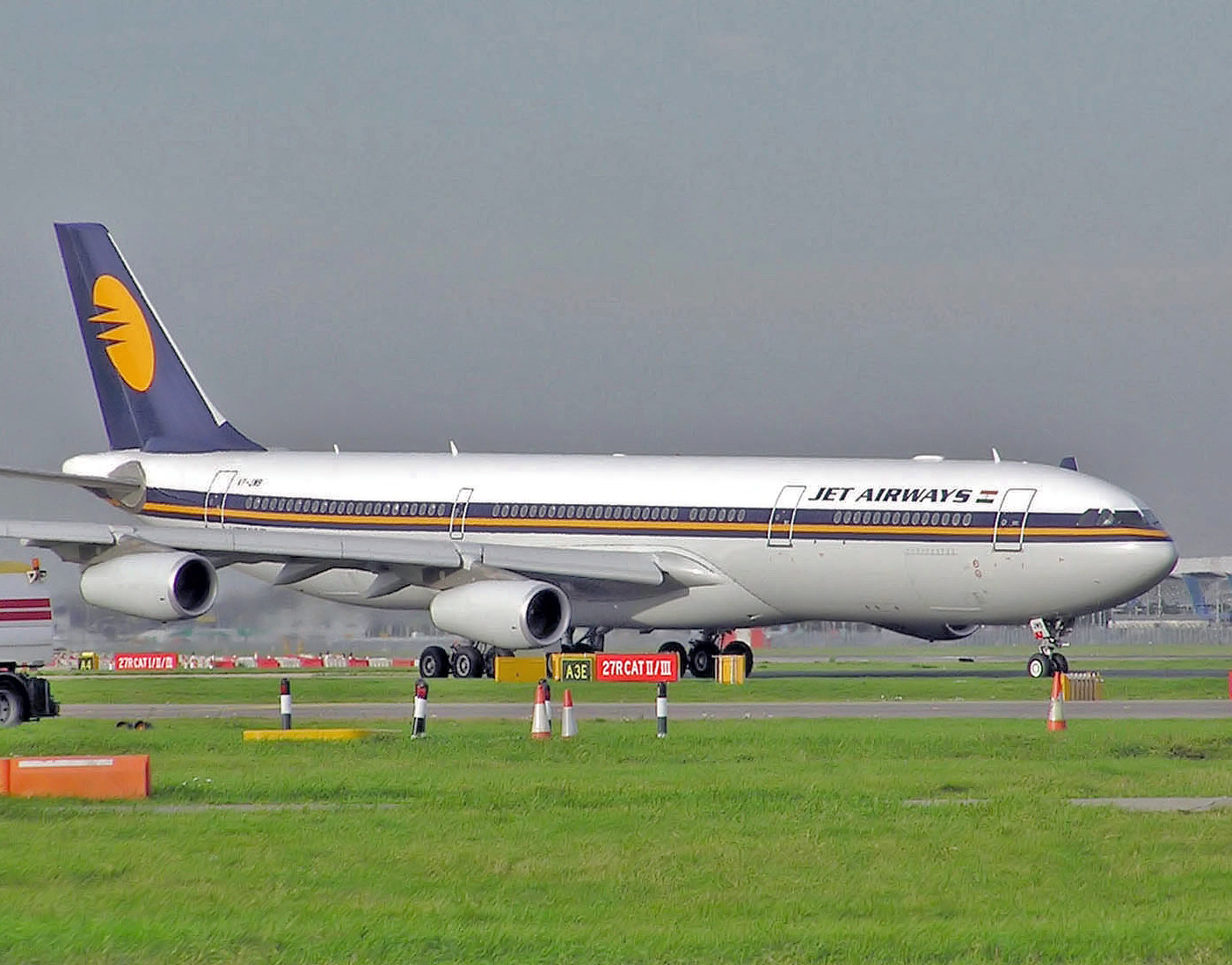
هواپیمای ایرباس ای۳۴۰ متعلق به جت ایرویز

جت ایرویز (به انگلیسی: Jet Airways) شرکت هواپیمایی هندی است، که پس از ایر ایندیا به‌عنوان دومین خطوط هواپیمایی در شبه‌قاره هند، شناخته می‌شود.
شرکت جت ایرویز در سال ۱۹۹۲ توسط ناریش گویال تأسیس شد و فعالیت خود را از ماه مه ۱۹۹۳ با اجاره ۴ فروند بوئینگ ۷۳۷ از شرکت هواپیمایی مالزی، آغاز کرد. این شرکت در حال حاضر روزانه به ۶۹ مقصد، در آسیا، اروپا و آمریکای شمالی پروازهای مستقیم دارد.
دفتر مرکزی شرکت جت ایرویز در شهر بمبئی، هند قرار دارد و فرودگاه بین‌المللی چاتراپاتی شیواجی، فرودگاه بروکسل، فرودگاه بین‌المللی چنای، فرودگاه بین‌المللی نتاجی سوباش چاندرا بوز، فرودگاه بین‌المللی بنگالورو و فرودگاه بین‌المللی ایندیرا گاندی، قطب‌های این شرکت هواپیمایی به‌شمار می‌آیند.
بخشی از سهام شرکت جت ایرویز در بازارهای بورس بمبئی و بورس اوراق بهادار ملی هند معامله می‌شود. این شرکت هم‌اکنون در ناوگان هوایی خود، دارای ۱۱۴ فروند هواپیمای جت مسافربری می‌باشد.